# Pokaliw
Pokaliw (ukr. Покалів) – wieś na Ukrainie, w obwodzie żytomierskim, w rejonie owruckim. W 2001 roku liczyła 591 mieszkańców.